# Арцергранде
Арцергранде (итал. Arzergrande) је насеље у Италији у округу Падова, региону Венето.
Према процени из 2011. у насељу је живело 2545 становника. Насеље се налази на надморској висини од 5 м.

## Становништво
Према резултатима пописа становништва 2011. у општини је живело 4.682 становника.
| 1931. | 1936. | 1951. | 1961. | 1971. | 1981. | 1991. | 2001. | 2011. |
| ----- | ----- | ----- | ----- | ----- | ----- | ----- | ----- | ----- |
| 5.069 | 5.229 | 5.009 | 4.181 | 4.021 | 3.973 | 4.040 | 4.113 | 4.682 |